# Samuel Liebmann
Samuel Liebmann (* 12. November 1799 in Aufhausen; † 21. November 1872 in Williamsburg) war ein deutscher Brauer und Gründer der S. Liebmann Brewery in Brooklyn. Die nach seinem Tod eingeführte Hauptmarke Rheingold Extra Dry war eine der populärsten Biermarken in New York der 1940er bis 1960er Jahre.

## Biographie
Samuel Liebmann wurde im Jahr 1799 im württembergischen Aufhausen (heute Stadtteil von Bopfingen) geboren. Seine Eltern waren der Kaufmann und Religionslehrer Joseph Liebmann und Berta Liebmann (geb. Fröhlich). Er hatte drei Brüder (Heinrich, David und Leopold) und zwei Schwestern (Johanna, Sarah) und besuchte die Grundschule in Aufhausen. Sein jüngster Bruder Leopold (1805–1893) war seit 1842 viele Jahre für das jüdische Waisenhaus Wilhelmspflege in Esslingen tätig. 
Im Juni 1828 heiratete Liebmann Sara Selz. Als Vater Joseph Liebmann im Jahr 1832 starb, verließen Samuel Liebmann und sein Bruder Heinrich den Heimatort Aufhausen und kauften das Gut Schloss Schmiedelfeld. Dieses betrieben sie mit wirtschaftlichem Erfolg.
1840 zog Liebmann nach Ludwigsburg. Dort erwarb er das Gasthaus „Zum Stern“ mit angeschlossener Brauerei, welches er ebenfalls erfolgreich führte. Im Zuge der deutschen Revolution zeigte er sich als Unterstützer der revolutionären Bewegung. Dies führte dazu, dass den königlichen Soldaten, welche bis zu diesem Zeitpunkt zur Stammkundschaft gehörten, die Einkehr in Liebmanns Gasthaus per Befehl untersagt wurde. Dieses Verbot und der Misserfolg der deutschen Revolution führten zu seinem Entschluss, nach Amerika auszuwandern.
Im Jahr 1850 entsandte er seinen Sohn Joseph nach Amerika, um dort eine neue Heimat aufzubauen. Vier Jahre später folgte Samuel Liebmann mit dem Rest der Familie.
Dort schloss die Familie einen Mietvertrag für die Maasche Brewery an der Meserole Street in Williamsburg ab, welche mit der Ankunft der Familie in S. Liebmann Brewery umbenannt wurde. Nach dem Ablauf des Mietvertrags baute Samuel Liebmann eine neue Brauerei unter demselben Namen an der Ecke Forest and Bremen Street in Bushwick auf.
Im Jahr 1865 starb Liebmanns Ehefrau. Drei Jahre später zog er sich aus dem aktiven Geschäft der Brauerei zurück. Unter seiner Führung war das Unternehmen stetig gewachsen.
Samuel Liebmann starb 1872 in seinem Haus in Williamsburg. Er liegt auf dem Cypress Hills Cemetery in Brooklyn begraben. Seine Söhne übernahmen die Leitung der Brauerei.

## Familie
Samuel Liebmann heiratete im Juni 1828 Sara Selz (* 11. April 1801; † 13. September 1865 in Bushwick). Aus der Ehe gingen vier Kinder hervor:
- Charles Liebmann (* 16. November 1837; † 12. Juni 1928)
- Joseph Liebmann (* 20. Dezember 1831; † 26. März 1913 in New York)
- Henry Liebmann (* 6. Dezember 1836; † 27. März 1915 in New York)
- Samuel Liebmann, Jr.